# Nigeria i olympiska sommarspelen 2016
Nigeria deltog med 77 deltagare vid de olympiska sommarspelen 2016 i Rio de Janeiro. Totalt blev det en bronsmedalj för den nigerianska truppen.

## Medaljörer
| Medalj | Namn | Sport   | Gren                | Datum           |
| ------ | --- | ------- | ------------------- | --------------- |
| Brons  | Nigerias herrlandslag i fotboll Daniel Akpeyi Muenfuh Sincere Kingsley Madu Shehu Abdullahi Saturday Erimuya William Troost-Ekong Aminu Umar Oghenekaro Etebo Imoh Ezekiel John Obi Mikel Junior Ajayi Popoola Saliu Umar Sadiq Azubuike Okechukwu Ndifreke Udo Stanley Amuzie Usman Mohammed Emmanuel Daniel | Fotboll | Herrarnas turnering | 20 augusti 2016 |

## Bordtennis
| Spelare                                 | Gren       | Inledande omgång     | Omgång 1              | Omgång 2             | Omgång 3               | Åttondelsfinal       | Kvartsfinal          | Semifinal            | Final / BM           | Final / BM       |
| Spelare                                 | Gren       | Motståndare Resultat | Motståndare Resultat  | Motståndare Resultat | Motståndare Resultat   | Motståndare Resultat | Motståndare Resultat | Motståndare Resultat | Motståndare Resultat | Placering        |
| --------------------------------------- | ---------- | -------------------- | --------------------- | -------------------- | ---------------------- | -------------------- | -------------------- | -------------------- | -------------------- | ---------------- |
| Quadri Aruna                            | Herrsingel | Bye                  | Bye                   | Wang Y (SVK) W 4–1   | Chuang C-y (TPE) W 4–0 | Boll (GER) W 4–2     | Ma L (CHN) L 0–4     | Gick inte vidare     | Gick inte vidare     | Gick inte vidare |
| Segun Toriola                           | Herrsingel | Bye                  | Prokopcov (CZE) W 4–2 | Niwa (JPN) L 2–40    | Gick inte vidare       | Gick inte vidare     | Gick inte vidare     | Gick inte vidare     | Gick inte vidare     | Gick inte vidare |
| Bode Abiodun Quadri Aruna Segun Toriola | Herrlag    | i.u.                 | i.u.                  | i.u.                 | i.u.                   | Kina L 0–3           | Gick inte vidare     | Gick inte vidare     | Gick inte vidare     | Gick inte vidare |
| Offiong Edem                            | Damsingel  | Yee (FIJ) W 4–0      | Pavlovitj (BLR) L 1–4 | Gick inte vidare     | Gick inte vidare       | Gick inte vidare     | Gick inte vidare     | Gick inte vidare     | Gick inte vidare     | Gick inte vidare |
| Olufunke Oshonaike                      | Damsingel  | Sahakian (LIB) W 4–3 | Diaz (PUR) L 2–4      | Gick inte vidare     | Gick inte vidare       | Gick inte vidare     | Gick inte vidare     | Gick inte vidare     | Gick inte vidare     | Gick inte vidare |

## Boxning
| Boxare     | Gren          | Omgång 1             | Omgång 2             | Kvartsfinal          | Semifinal            | Final                | Final            |
| Boxare     | Gren          | Motståndare Resultat | Motståndare Resultat | Motståndare Resultat | Motståndare Resultat | Motståndare Resultat | Placering        |
| ---------- | ------------- | -------------------- | -------------------- | -------------------- | -------------------- | -------------------- | ---------------- |
| Efe Ajagba | Supertungvikt | Bye                  | Paul (TTO) W KO      | Dytjko (KAZ) L 0–3   | Gick inte vidare     | Gick inte vidare     | Gick inte vidare |

## Brottning
Förkortningar:
- VT – Vinst genom fall.
- PP – Beslut efter poäng – förloraren fick tekniska poäng.
- PO – Beslut efter poäng – förloraren fick inte tekniska poäng.
- ST – Teknisk överlägsenhet – förloraren utan tekniska poäng och en marginal med minst 8 (grekisk-romersk stil) eller 10 (fristil) poäng.

Herrar, fristil
| Brottare     | Gren             | Kvalomgång           | Omgång 1                    | Kvartsfinal          | Semifinal            | Återkval 1           | Återkval 2           | Final / BM           | Final / BM |
| Brottare     | Gren             | Motståndare Resultat | Motståndare Resultat        | Motståndare Resultat | Motståndare Resultat | Motståndare Resultat | Motståndare Resultat | Motståndare Resultat | Placering  |
| ------------ | ---------------- | -------------------- | --------------------------- | -------------------- | -------------------- | -------------------- | -------------------- | -------------------- | ---------- |
| Amas Daniel  | Weltervikt -65kg | Bye                  | Iakobisjvili (GEO) L 1–3 PP | Gick inte vidare     | Gick inte vidare     | Gick inte vidare     | Gick inte vidare     | Gick inte vidare     | 17         |
| Soso Tamarau | Tungvikt -97kg   | Bye                  | Ibragimov (UZB) L 0–4 ST    | Gick inte vidare     | Gick inte vidare     | Gick inte vidare     | Gick inte vidare     | Gick inte vidare     | 19         |

Damer, fristil
| Brottare           | Gren                | Kvalomgång           | Omgång 1                    | Kvartsfinal          | Semifinal            | Återkval 1           | Återkval 2           | Final / BM           | Final / BM |
| Brottare           | Gren                | Motståndare Resultat | Motståndare Resultat        | Motståndare Resultat | Motståndare Resultat | Motståndare Resultat | Motståndare Resultat | Motståndare Resultat | Placering  |
| ------------------ | ------------------- | -------------------- | --------------------------- | -------------------- | -------------------- | -------------------- | -------------------- | -------------------- | ---------- |
| Mercy Genesis      | Flugvikt -48kg      | Bye                  | Matkowska (POL) L 0–3 PO    | Gick inte vidare     | Gick inte vidare     | Gick inte vidare     | Gick inte vidare     | Gick inte vidare     | 14         |
| Odunayo Adekuoroye | Fjädervikt -53kg    | Bye                  | S Mattsson (SWE) L 0–5 VT   | Gick inte vidare     | Gick inte vidare     | Gick inte vidare     | Gick inte vidare     | Gick inte vidare     | 17         |
| Aminat Adeniyi     | Lättvikt -58kg      | Bye                  | Olli (FIN) L 1–3 PP         | Gick inte vidare     | Gick inte vidare     | Gick inte vidare     | Gick inte vidare     | Gick inte vidare     | 16         |
| Blessing Oborududu | Mellanvikt -63kg    | Bye                  | Soronzonbold (MGL) L 1–3 PP | Gick inte vidare     | Gick inte vidare     | Gick inte vidare     | Gick inte vidare     | Gick inte vidare     | 14         |
| Hannah Rueben      | Lätt tungvikt -69kg | Bye                  | Yeats (CAN) L 1–4 SP        | Gick inte vidare     | Gick inte vidare     | Gick inte vidare     | Gick inte vidare     | Gick inte vidare     | 14         |

## Friidrott
Förkortningar
- Notera– Placeringar avser endast det specifika heatet.
- Q = Tog sig vidare till nästa omgång
- q = Tog sig vidare till nästa omgång som den snabbaste förloraren eller, i fältgrenarna, genom placering utan att nå kvalgränsen
- NR = Nationellt rekord
- N/A = Omgången fanns inte i grenen
- Bye = Idrottaren behövde inte tävla i omgången

Herrar
Bana och väg
| Idrottare             | Gren                     | Heat     | Heat      | Kvartsfinal | Kvartsfinal | Semifinal        | Semifinal        | Final            | Final            |
| Idrottare             | Gren                     | Resultat | Placering | Resultat    | Placering   | Resultat         | Placering        | Resultat         | Placering        |
| --------------------- | ------------------------ | -------- | --------- | ----------- | ----------- | ---------------- | ---------------- | ---------------- | ---------------- |
| Ogho-Oghene Egwero    | Herrarnas 100 meter      | Bye      | Bye       | 10,37       | 6           | Gick inte vidare | Gick inte vidare | Gick inte vidare | Gick inte vidare |
| Seye Ogunlewe         | Herrarnas 100 meter      | Bye      | Bye       | 10,26       | 4           | Gick inte vidare | Gick inte vidare | Gick inte vidare | Gick inte vidare |
| Tega Odele            | Herrarnas 200 meter      | 21,25    | 8         | i.u.        | i.u.        | Gick inte vidare | Gick inte vidare | Gick inte vidare | Gick inte vidare |
| Ejowvokoghene Oduduru | Herrarnas 200 meter      | 20,34    | 2 Q       | i.u.        | i.u.        | 20,59            | 7                | Gick inte vidare | Gick inte vidare |
| Orukpe Erayokan       | Herrarnas 400 meter      | 47,42    | 7         | i.u.        | i.u.        | Gick inte vidare | Gick inte vidare | Gick inte vidare | Gick inte vidare |
| Antwon Hicks          | Herrarnas 110 meter häck | 13,70    | 4 Q       | i.u.        | i.u.        | 14,26            | 7                | Gick inte vidare | Gick inte vidare |
| Miles Ukaoma          | Herrarnas 400 meter häck | 49,84    | 5         | i.u.        | i.u.        | Gick inte vidare | Gick inte vidare | Gick inte vidare | Gick inte vidare |

Fältgrenar
| Idrottare     | Gren                  | Kval    | Kval      | Final            | Final            |
| Idrottare     | Gren                  | Distans | Placering | Distans          | Placering        |
| ------------- | --------------------- | ------- | --------- | ---------------- | ---------------- |
| Tosin Oke     | Herrarnas tresteg     | 16,47   | 23        | Gick inte vidare | Gick inte vidare |
| Olu Olamigoke | Herrarnas tresteg     | 16,10   | 32        | Gick inte vidare | Gick inte vidare |
| Stephen Mozia | Herrarnas kulstötning | 18,98   | 28        | Gick inte vidare | Gick inte vidare |

Damer
Bana och väg
| Idrottare                                                             | Gren                         | Heat     | Heat      | Kvartsfinal | Kvartsfinal | Semifinal        | Semifinal        | Final            | Final            |
| Idrottare                                                             | Gren                         | Resultat | Placering | Resultat    | Placering   | Resultat         | Placering        | Resultat         | Placering        |
| --------------------------------------------------------------------- | ---------------------------- | -------- | --------- | ----------- | ----------- | ---------------- | ---------------- | ---------------- | ---------------- |
| Gloria Asumnu                                                         | Damernas 100 meter           | Bye      | Bye       | 11,55       | 5           | Gick inte vidare | Gick inte vidare | Gick inte vidare | Gick inte vidare |
| Jennifer Madu                                                         | Damernas 100 meter           | Bye      | Bye       | 11,61       | 5           | Gick inte vidare | Gick inte vidare | Gick inte vidare | Gick inte vidare |
| Blessing Okagbare                                                     | Damernas 100 meter           | Bye      | Bye       | 11,16       | 2 Q         | 11,09            | 3                | Gick inte vidare | Gick inte vidare |
| Blessing Okagbare                                                     | Damernas 200 meter           | 22,71    | 1 Q       | i.u.        | i.u.        | 22,69            | 5                | Gick inte vidare | Gick inte vidare |
| Margaret Bamgbose                                                     | Damernas 400 meter           | 51,43    | 3 q       | i.u.        | i.u.        | 51,92            | 7                | Gick inte vidare | Gick inte vidare |
| Patience Okon George                                                  | Damernas 400 meter           | 51,83    | 2 Q       | i.u.        | i.u.        | 52,52            | 8                | Gick inte vidare | Gick inte vidare |
| Omolara Omotosho                                                      | Damernas 400 meter           | 53,22    | 5         | i.u.        | i.u.        | Gick inte vidare | Gick inte vidare | Gick inte vidare | Gick inte vidare |
| Oluwatobiloba Amusan                                                  | Damernas 100 meter häck      | 12,99    | 5 q       | i.u.        | i.u.        | 12,91            | 3                | Gick inte vidare | Gick inte vidare |
| Amaka Ogoegbunam                                                      | Damernas 400 meter häck      | 56,96    | 4         | i.u.        | i.u.        | Gick inte vidare | Gick inte vidare | Gick inte vidare | Gick inte vidare |
| Gloria Asumnu Jennifer Madu Blessing Okagbare Agnes Osazuwa Peace Uko | Damernas 4x100 meter stafett | 42,55    | 2 Q       | i.u.        | i.u.        | i.u.             | i.u.             | 43,21            | 8                |

Fältgrenar
| Idrottare         | Gren                    | Kval    | Kval      | Final            | Final            |
| Idrottare         | Gren                    | Distans | Placering | Distans          | Placering        |
| ----------------- | ----------------------- | ------- | --------- | ---------------- | ---------------- |
| Ese Brume         | Damernas längdhopp      | 6,67    | 3 Q       | 6,81             | 5                |
| Doreen Amata      | Damernas höjdhopp       | 1,89    | 27        | Gick inte vidare | Gick inte vidare |
| Nwanneka Okwelogu | Damernas kulstötning    | 16,67   | 29        | Gick inte vidare | Gick inte vidare |
| Chinwe Okoro      | Damernas diskuskastning | 58,85   | 14        | Gick inte vidare | Gick inte vidare |

Kombinerade grenar – Damernas sjukamp
| Idrottare       | Gren     | 100H  | HH   | KS    | 200 m | LH   | SK    | 800 m | Final | Placering |
| --------------- | -------- | ----- | ---- | ----- | ----- | ---- | ----- | ----- | ----- | --------- |
| Uhunoma Osazuwa | Resultat | 13,75 | 1,77 | 13,15 | 24,67 | 5,72 | 33,42 | DSQ   | 4916  | 29        |
| Uhunoma Osazuwa | Poäng    | 1014  | 941  | 737   | 917   | 765  | 542   | 0     | 4916  | 29        |

## Kanotsport

### Slalom
| Kanotist          | Gren          | Kval   | Kval      | Kval   | Kval      | Kval   | Kval      | Semifinal        | Semifinal        | Final            | Final            |
| Kanotist          | Gren          | Åk 1   | Placering | Åk 2   | Placering | Bästa  | Placering | Tid              | Placering        | Tid              | Placering        |
| ----------------- | ------------- | ------ | --------- | ------ | --------- | ------ | --------- | ---------------- | ---------------- | ---------------- | ---------------- |
| Jonathan Akinyemi | Herrarnas K-1 | 107,49 | 20        | 104,59 | 19        | 104,59 | 20        | Gick inte vidare | Gick inte vidare | Gick inte vidare | Gick inte vidare |

## Rodd
| Roddare        | Gren                   | Heat    | Heat      | Återkval | Återkval  | Kvartsfinal | Kvartsfinal | Semifinal | Semifinal | Final   | Final     |
| Roddare        | Gren                   | Tid     | Placering | Tid      | Placering | Tid         | Placering   | Tid       | Placering | Tid     | Placering |
| -------------- | ---------------------- | ------- | --------- | -------- | --------- | ----------- | ----------- | --------- | --------- | ------- | --------- |
| Chierika Ukogu | Damernas singelsculler | 8:35,34 | 3 QF      | Bye      | Bye       | 7:54,44     | 5 SC/D      | 8:18,55   | 4 FD      | 7:44,76 | 20        |

## Simning
| Idrottare      | Gren                    | Heat    | Heat      | Semifinal        | Semifinal        | Final            | Final            |
| Idrottare      | Gren                    | Tid     | Placering | Tid              | Placering        | Tid              | Placering        |
| -------------- | ----------------------- | ------- | --------- | ---------------- | ---------------- | ---------------- | ---------------- |
| Samson Opuakpo | Herrarnas 50 m frisim   | 24,85   | 59        | Gick inte vidare | Gick inte vidare | Gick inte vidare | Gick inte vidare |
| Rechael Tonjor | Damernas 100 m bröstsim | 1.21,43 | 42        | Gick inte vidare | Gick inte vidare | Gick inte vidare | Gick inte vidare |